# Sedum moranii
Sedum moranii är en fetbladsväxtart som beskrevs av Clausen. Sedum moranii ingår i Fetknoppssläktet som ingår i familjen fetbladsväxter. Inga underarter finns listade i Catalogue of Life.